# Saint-Rémy-de-Sillé
Saint-Rémy-de-Sillé è un comune francese di 788 abitanti situato nel dipartimento della Sarthe nella regione dei Paesi della Loira.

## Società

### Evoluzione demografica
Abitanti censiti